# Svatoslav (powiat Třebíč)
Svatoslav – miejscowość i gmina (obec) w Czechach, w kraju Wysoczyna, w powiecie Třebíč. W 2022 roku liczyła 265 mieszkańców.